# Хордові
Хо́рдові (Chordata) — тип вторинноротих тварин, що включає хребетних тварин разом із деякою кількістю еволюційно близьких до них безхребетних. Монофілетичність групи доведена за допомогою молекулярних даних [⇨]. Морфологічні особливості включають наявність на певній стадії життя хорди, порожньої нервової трубки, зябрових щілин, ендостилю та хвоста із м'язами [⇨]. Хордові включають три підтипи: Покривники (Tunicata) і Головохордові (Cephalochordata) належать до нижчих хордових, а Черепні (Craniata) є вищими хордовими [⇨]. Існує майже 42 тис. видів, з яких у фауні України відомо приблизно 750. До хордових також належать і люди.

## Будова

### Загальні риси
Усім хордовим властиві білатеральна (двобічна) симетрія тіла, наявність вторинної порожнини тіла (целому) і метамерна (розчленована) будова головних систем органів. Ознаки хордових, якими вони володіють впродовж життя, або на якомусь з етапів онтогенезу (розвитку організма):
- Опорою всього тіла є внутрішній осьовий скелет, або хорда — еластична трубка, що розвивається з ентодерми й розташовується над травною системою (утворюється з вигинання дорсальної частини травної трубки). Хорда є на ранніх стадіях розвитку (у вищих хордових) або протягом усього життя (у нижчих)[2]. У вищих хордових у дорослому стані хорда замінюється на хребет. Внутрішній склет дозволяє легко нарощувати масу тіла.
- Центральна нервова система трубчастого типу, розташована над хордою[2]. Розвивається з ектодерми і у вищих поділяється на головний і спинний мозок. Периферична нервова система являє собою сукупність нервових закінчень, які відходять від центральної нервової системи.
- Під хордою розташовується травна трубка з двома отворами, починається ротом і закінчується задньопрохідним отвором. Вторинноротість — під час ембріогенезу на місці бластопора утворюється анальний отвір, а ротовий утворюється заново.
- Передній відділ кишки (глотка) у зародків пронизана зябровими щілинами, які зберігаються протягом життя у нижчих та риб і замінюються у процесі розвитку у вищих на легені[2]. У нижчих хордових беруть участь в фільтрації води задля харчування. У наземних хребетних зяброві щілини закладаються в ранньому ембріогенезі у вигляді зябрових мішечків.
- Замкнена кровоносна система з пульсуючим органом (серцем, або кровоносною судиною, що його замінює), що знаходиться на вентральному (черевному) боці.
- Сегментована м'язова система. М'язові сегменти (міомери) та перетинки між ними (міосепти).
- М'язовий хвіст — постанальний відділ тіла, розташований каудальніше зміщеного на черевну сторону тіла ануса. До хвоста заходять хорда і нервова трубка, але не заходить кишківник.
- Ендостиль — борозенка на вентральній стороні глотки. У нижчих хордових-фільтраторів у ньому виділяється слиз, який допомагає збирати частинки їжі та доставляти їх до стравоходу. Також в ньому накопичується йод і, ймовірно, він є попередником щитовидої залози. У хребетних ендостиль присутній тільки у ланцетника.

## Систематика
Зазвичай виділяють три підтипи хордових (іноді чотири). Вищим підтипом є хребетні, до яких належить близько 95 % всіх видів хордових. З нижчих хордових виділяють головохордових і покривників. Стародавню примітивну групу напівхордових (Hemichordata) — безхребетних, що близькі до хордових — виділяють в окремий тип.
Дуже часто використовується несистемна група безхребетних, яка включає два підтипи хордових (Головохордові і Покривники) і всі інші типи тварин. Її використання підкреслює особливе становище, яке займають хребетні у тваринному світі та житті людини.
Існує досить багато альтернативних класифікацій хребетних. Їх наявність пов'язана, зокрема, з тим, що багато груп хребетних, що традиційно виділяються, є парафілетичні. Наприклад, парафілетичні лопатепері (щоб ця група стала монофілетичною, до неї треба включити наземних хребетних) і рептилії (у них відповідно до кладистичної систематики слід було б включити клас птахів).

### Головохордові

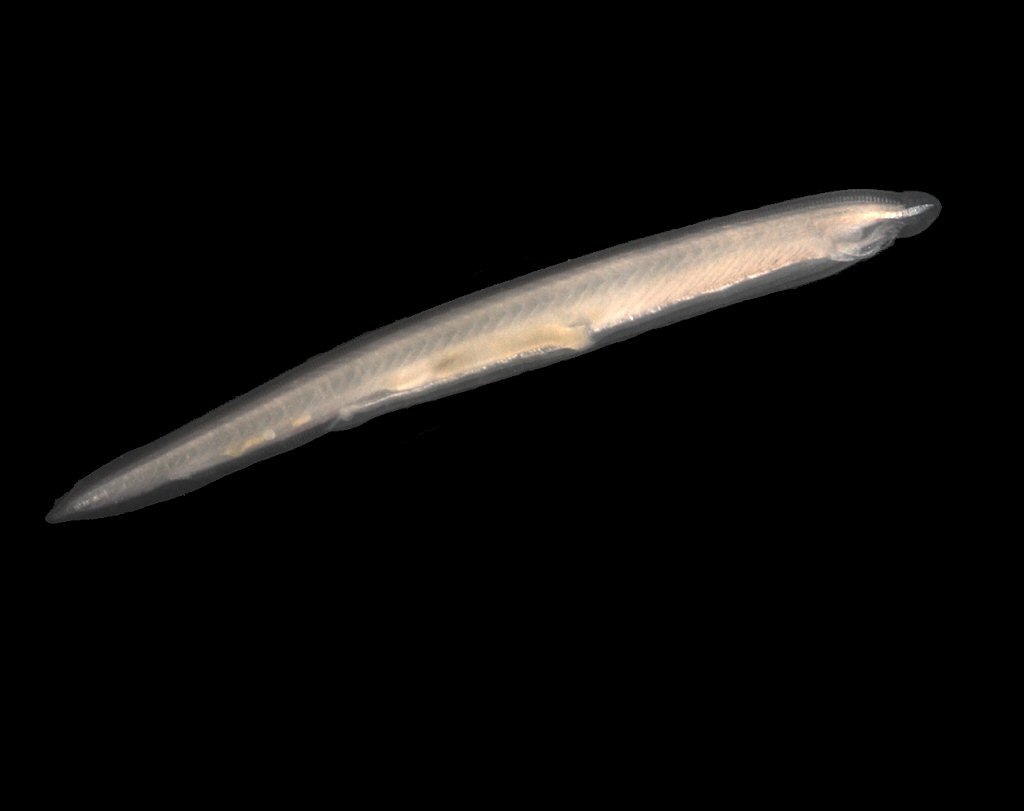
Ланцетник

Головохордові (Cephalochordata), або Безчерепні (Acraniata) — найпримітивніші нижчі хордові тварини. Це нечисленна група морських тварин, донні активно плаваючі фільтратори тропічних і субтропічних морів примитивної будови. Розміри тіла невеликі, за формою нагадують риб. Головний відділ не відособлений. Череп відсутній. Все тіло сегментоване, включаючи і деякі внутрішні органи (видільну систему і статеві залози), а також мускулатуру. Органи чуття примітивні (є чутливі клітини в шкірі і уздовж нервової трубки). Хорда і нервова трубка зберігаються протягом усього життя. Серця немає. Типовим представником є ланцетник. У сучасній фауні виділяють до 50 видів. Уперше з'явились у кембрії від достеменно невідомих предків.
Підтип головохордових монотиповий, складається з одного класу:
- Ланцетникоподібні (Leptocardi). Представлені двома родинами: справжні ланцетники (Branchiostomidae) — 25 видів, асиметричні ланцетники (Asymmetronidae) — 8 видів. Малорухомі організми, фільтратори морської води, що занурюються в піщаний ґрунт, або лежать на мулистому. В азійському регіоні вживають в їжу.

### Покривники

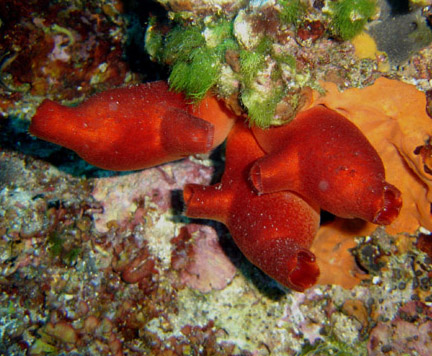
Асцидії на морському дні

Покривники (Tunicata), або Личинкохордові (Urochordata) у дорослому стані ведуть прикріплений спосіб життя та не мають ознак, характерних для хордових: хорди та нервової трубки. Тіло мішкоподібної форми, оточено оболонкою. Більшість фільтрують мікроскопічну їжу з води за допомогою двох отворів (сифонів), один для всмоктування води і планктону, інший — для її виділення. Нервова система редукована до нервового ганглія з відростками. Вони не мають метанефридієвих органів, подібних до нирок, а целомічна порожнина тіла розвивається у перикардіальну порожнину і гонади. Примітною особливістю кровоносної системи є регулярна зміна напряму, в якому серце качає кров. Покривники починають життя з рухомих личинкових стадій, що нагадують пуголовка. Саме на цій стадії у них наявна хорда та нервова трубка. Личинки дуже швидко розвиваються в бочкоподібну нерухому дорослу форму. У сучасній фауні описано близько 3 тис. видів.
У підтипі тунікат виділяють 5 класів, інколи класи піросом (Pyrosomida), сальп (Salpae), барильників (Doliolida) поєднують як ряди в класі сальп.
- Асцидії (Ascidiae) — донні фільтратори тропічних і субтропічних морів примітивної будови, схожі на губок. Ведуть прикріплений спосіб життя у дорослій стадії. Личинки — активно плаваючі організми. Особливістю представників класу є відфільтровування з морської води й накопичення в організмах окремих металів, особливо ванадію. Еволюційно з'явились у кембрії від достеменно невідомих предків.
- Апендикулярії (Appendicularia) — крихітні морські організми примітивної будови. Подібні до асцидій організми, але доросла форма в них подібна до личинкової (педоморфоз). Вважаються предками усіх хордових. У сучасній фауні налічується 60 видів.
- Сальпи (Salpae) — медузоподібні морські організми, розміром до 30 см. Часто утворюють величезні колонії. Окрім статевого, характерне також безстатеве розмноження. У тілах живут симбіотичні водорості, здатні до біолюмінесценції.
- Барильники (Doliolida).
- Піросоми (Pyrosomida).

### Хребетні
Черепні (Craniata), або Хребетні (Vertebrata) — найвисокоорганізованіший підтип хордових, що об'єднує різноманітні таксони, що мають ряд спільних рис. У більшості видів хорду замінює досконаліший і міцніший хребетний стовп, що й стає основою скелету. Він виконує роль не тільки опорного стрижня тіла, але і футляра, що містить спинний мозок. Нервова система хребетних значно диференційованіша, ніж у нижчих хордових. У всіх тварин цієї групи розвинений головний мозок, функціонування якого обумовлює вищу нервову діяльність — основу пристосувальної поведінки. З розвитком головного мозку і органів чуття пов'язано виникнення черепа, який служить надійним захистом для цих важливих органів. Активні переміщення забезпечують їм можливість зміни середовища залежно від змін умов існування і потреб на різних етапах їх життєвого циклу. На генетичному рівні у хребетних відбулася повна дуплікація геному. З'явились у кембрії (Myllokunmingia, Haikouichtys). На кордоні кембрію-ордовіку в них з'являються перші кісткові утворення (зубоподібні нарости на шкірі Anatolepis), як захист від хижаків та можливість запасання фосфатів і кальцію. Круглороті, риби і земноводні належать до анамній, інші класи хребетних — до амніот. У сучасній фауні описано близько 62,5 тис. видів.
У підтипі черепних виділяють дві групи, примітивних хребетних (безщелепні) та високоорганізованих (щелепних). Останні поділяються на два надкласи: риби та чотириногі.

#### Безщелепні
Безщелепні^ (Agnatha).
- Конодонти (Conodonta)† — вимерлий таксон, що існував упродовж кембрію-тріасу. Елементи ротового апарату виступають керівними фосіліями для багатьох геологічних епох та віків.
- Парноніздрьові (Pteraspidomorpha)† — вимерлий таксон, що існував упродовж ордовіку-девону. Мали великі щитки на тілі, луску, зачатки грудних плавців.
- Телодонти (Thelodonti)† — вимерлий таксон, що існував упродовж ордовіку-девону.
- Анаспіди (Anaspida)† — вимерлий таксон, що існував упродовж силуру-девону.
- Непарноніздрьові (Cephalaspidomorphi)† — вимерлий таксон, що існував упродовж силуру-девону. Мали плавці, мешкали переважно в прісних водах, були фільтраторами.
- Остеостраки (Osteostraci)† — вимерлий таксон, що існував упродовж силуру-девону.

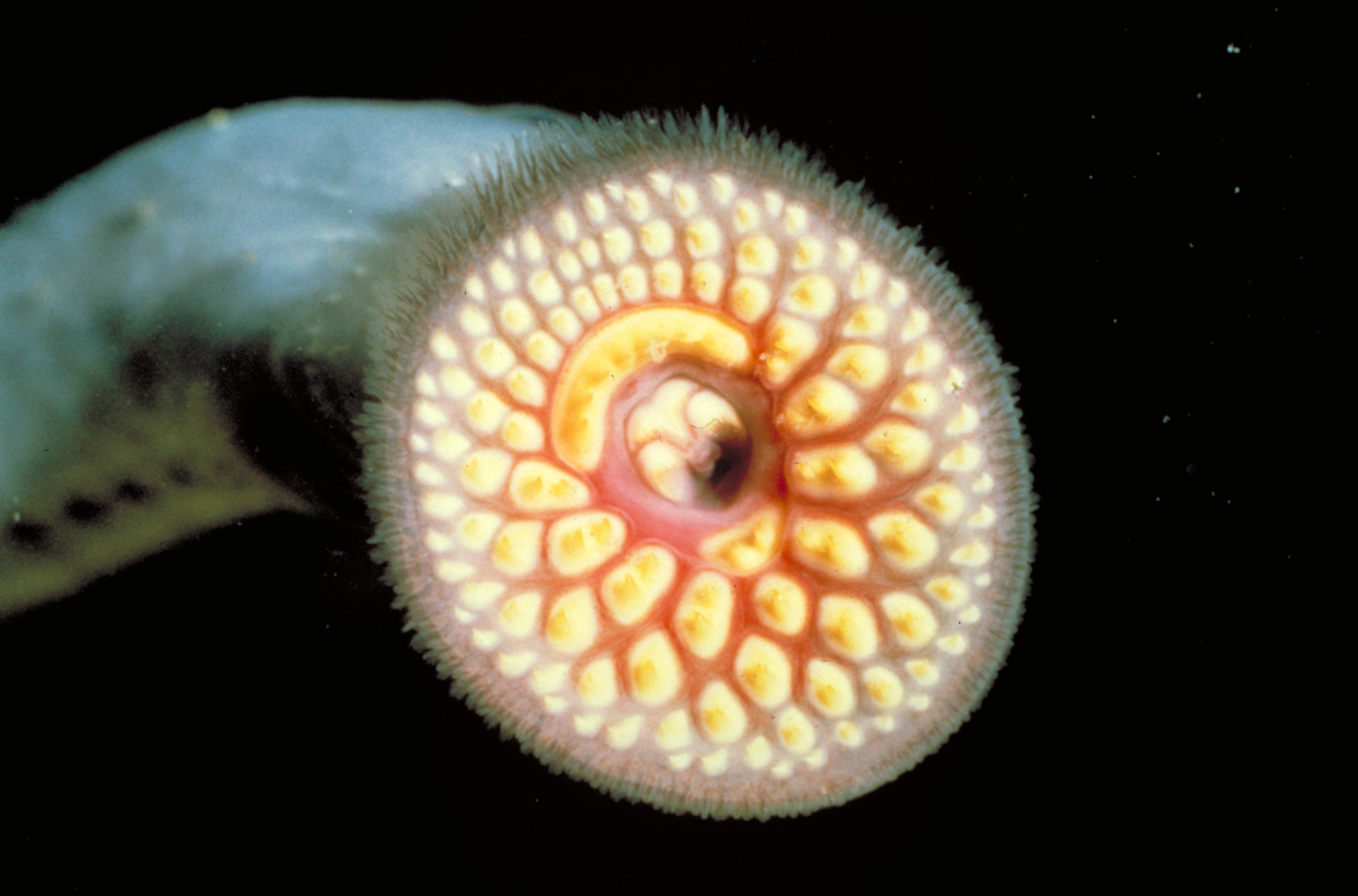
Рот міноги морської (Petromyzon marinus)

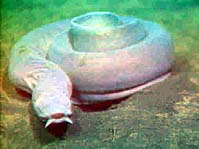
Міксина

Група Круглороті (Cyclostomata) — специфічні вугреподібні водні організми. Існують річкові, прохідні й морські види. Личинка — піскорийка. Характерний паразитуючий образ життя, факультативний для міног і облігатний для міксин. Органами дихання слугують зябри й зяброві мішки. Ніздря одна. Примітивність будови круглоротих пов'язана з їхньої паразитуючою формою життя. Спільний предок щелепноротих і круглоротих мав повний набір хребетних елементів з хрящів багатих на колаген, після чого в міног відбулась втрата вентральних елементів, а пізніше в міксин і дорсальних. Вентральні хрящі бідні на колаген зберіглися тільки в міксин роду п'явкорот (Eptatretus). Зяброві мішки аналогічні таким в кишководишних, які первинно виконували видільну функцію. Утворились, ймовірно, від девонських анаспід. У сучасній фауні описано 65 видів.
- Міноги (Petromyzontidae) — морські паразитарні організми, що прикріпляються на поверхні тіла хазяїна (переважно риб) за допомогою круглого рота з великою кількістю зубів й буравлюючим язиком. Розвинуте зовнішнє перетравлювання, виділяють травні соки в тіло жертви (подібно до травлення в павуків, губоногих тощо). Органами дихання слугують зябри й зяброві мішки. Представники таксону слугують традиційною стравою для балтійських народів, у Пруссії й Померанії відома риболовля міног на мертву голову великої худоби. З'явились у девоні.
- Міксини (Myxini) — морські стервоїди, або паразити, що прикріпляються до тіла хазяїна (переважно риб) за допомогою сильного ротового апарату з губовими виростами, переважно через зяброві отвори. Виділяють багато слизу, що допомагає як потрапити до тіла жертви, так і перетравлювати її. Полюють на свою жертву, зарившись у ґрунт. Органами дихання слугують зябри й зяброві мішки. З'явились у карбоні.

#### Щелепні
Щелепні (Gnathostomata) — у представників таксону вперше з'являються щелепи з елементів хрящової системи зябер; парні плавці. 3 напівкільцевих каналів органу рівноваги для орієнтації в трьох площинах утворюється вестибулярний апарат. Відбулась повторна повногеномна дуплікація геному. Уперше з'являються наприкінці силурійського періоду.
Надклас Риби (Pisces)^.
- Панцирні риби (Placodermi)† — у представників таксону еволюційно вперше з'являються копулятивні органи та внутрішнє запліднення.
- Акантоди (Acanthodei)† — вимерлий таксон, що існував у пізньому силурі — пермі. Це були невеликі хижаки з великою кількістю плавців.
- Хрящові риби (Chondrichthyes) — морські вільно плаваючі організми (акули, скати, химери). У представників таксону вперше з'явились хрящі, зуби та плакоїдна луска.

Група Кісткові риби (Osteichthyes)^:
- Променепері (Actinopterygii) — налічується 26 тис. сучасних форм. Перші представники з'явились у пізньому силурі.
- Лопатепері (Sarcopterygii)^ — існує 8 сучасних видів: 2 види латимерій (африканська й мозамбіцька) та двоодишні риби (по одному виду на південних континентах). З цього таксону виділились рипідістії, що в пізньому девоні вийшли на суходіл та стали тетраподами (тіктаалік, акантостега, іхтіостега).

Надклас Чотириногі (Tetrapoda).
- Земноводні (Amphibia)^.
- Плазуни (Reptilia)^.

- Підклас Анапсиди (Anapsida)†.
- Підклас Діапсиди (Diapsida).

- Синапсиди (Synapsida)^†.
- Птахи (Aves).
- Ссавці (Mammalia).

## Найближчі родичі

### Напівхордові

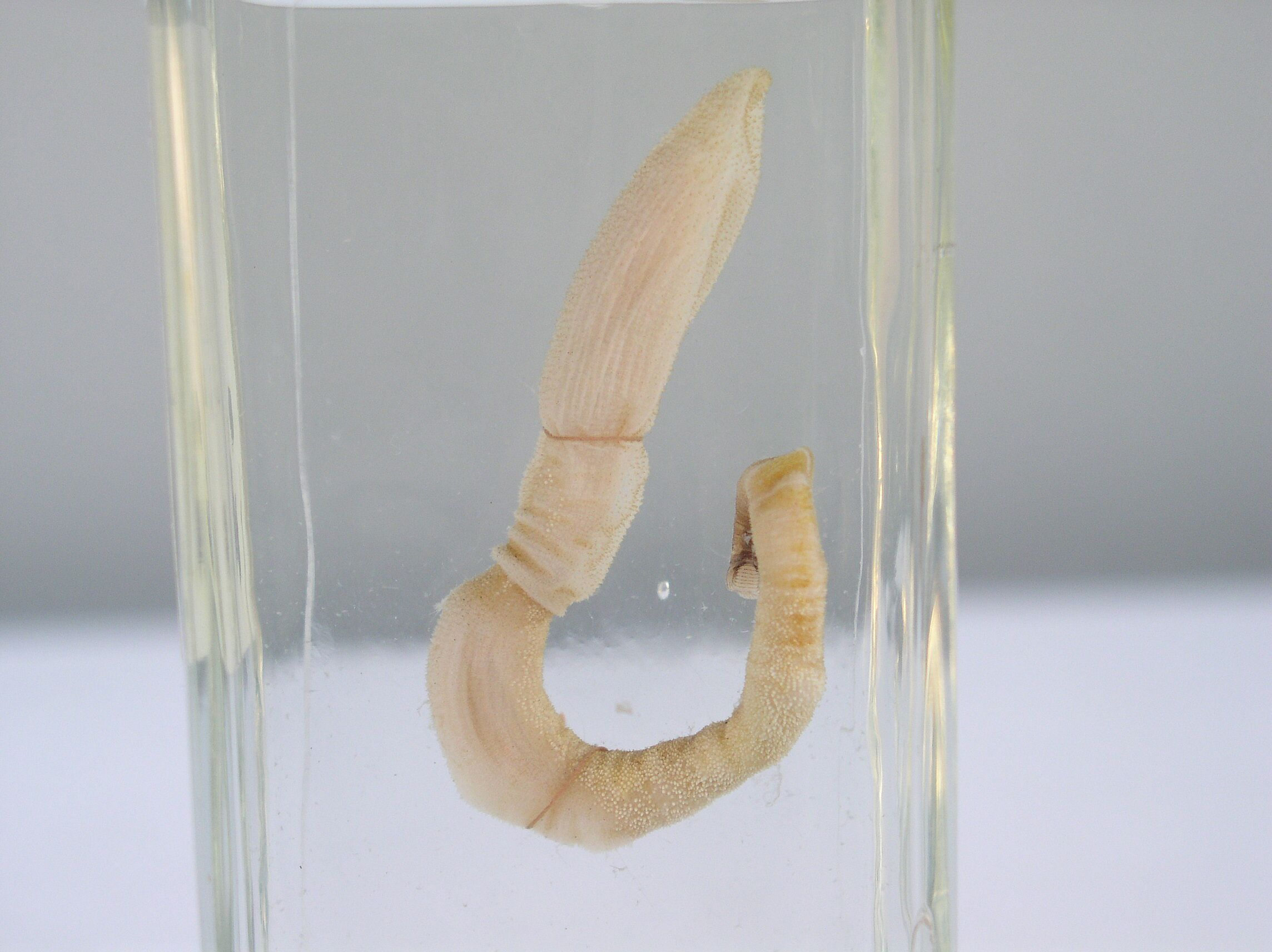
Напівхордові: кишководишній черв Saccoglossus

Проміжне положення між хордовими і безхребетними займають напівхордові, яких виділяють в окремий тип. Це двобічно-симетричні целомічні вториннороті тварини. Характерна риса — розвиток стомохорда (нотохорда) — невеликого сліпого виросту кишківника, що підтримує основу хоботка. Спільна з хордовими риса — наявність парних метамерних зябрових щілин, якими кишківник сполучається з зовнішнім середовищем. Від хордових відрізняє будова тіла, що складається з трьох сегментів: хоботок, комірець і тулуб.
Існують два класи напівхордових. Кишководишні (Enteropneusta) мають видовжене червеподібне тіло довжиною до 2,5 м; ведуть поодинокий спосіб життя. Перистозяберні (Pterobranchia) — колоніальні організми, що ведуть прикріплений спосіб життя.

### Голкошкірі

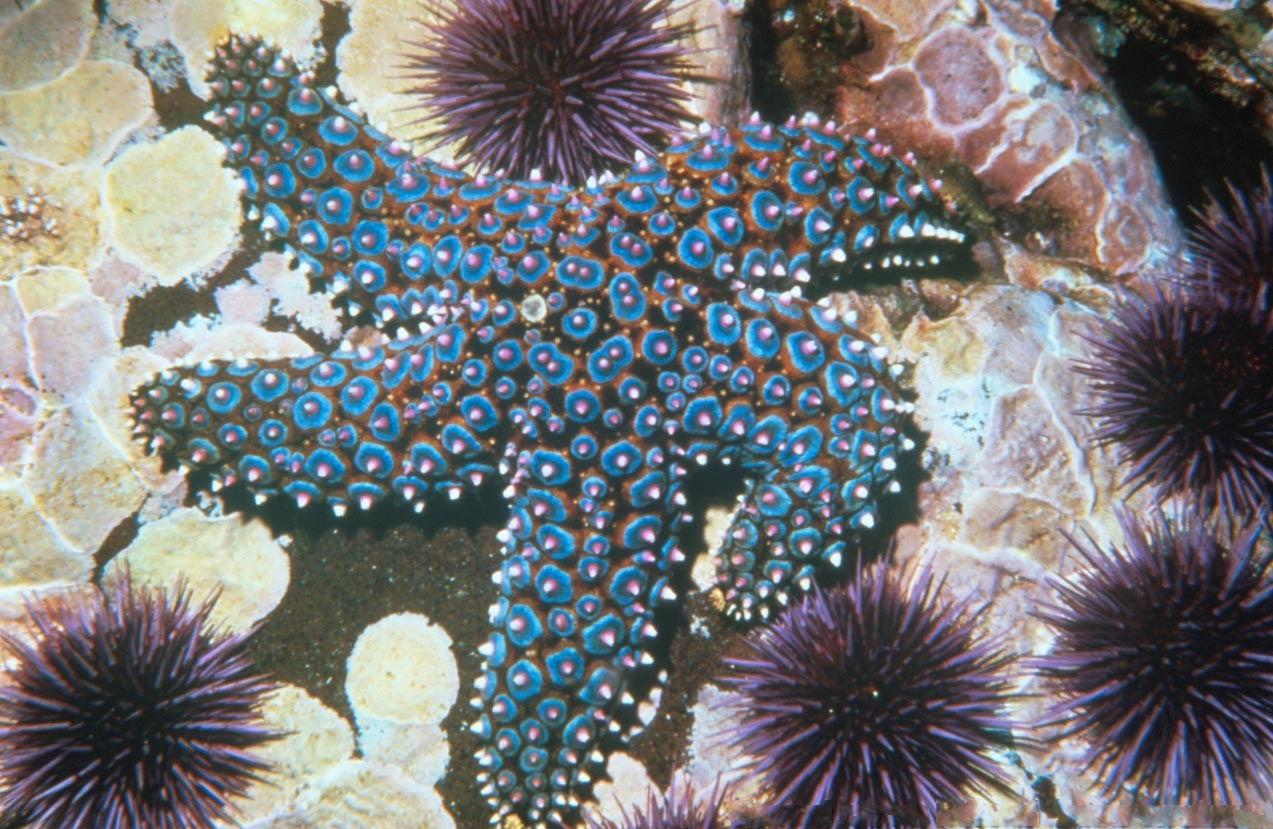
Голкошкірі: морська зірка з морськими їжаками

Голкошкірі (Echinodermata) — тип вторинноротих тварин. Як правило, вільноживучі тварини з радіальною, здебільшого п'ятипроменевою симетрією та рештками білатеральної симетрії. У підшкірному шарі Голкошкірих розвивається біомінеральний ендоскелет, який складається з вапняних платівок і часто утворює різноманітні зовнішні придатки. Унікальною для цих тварин є амбулакральна система, що бере участь в диханні, пересуванні та добуванні їжі. Кровоносна система слабко розвинена і являє собою систему порожнин в сполучної тканини (лакун), що не мають ендотеліальної вистилки. Нервова система примітивна, складається з трьох окремих частин, побудованих за радіальним планом: нервове кільце і радіальні нервові тяжі. Розвиток непрямий, планктонна личинка має двобічну симетрію.

## Походження
|  | Напівхордові |
|  |              |
|  | Голкошкірі   |
|  |              |

|            | Головохордові                                           |
|            |                                                         |
| Olfactores | \| \| Покривники \| \| \| \| \| \| Хребетні \| \| \| \| |
|            | \| \| Покривники \| \| \| \| \| \| Хребетні \| \| \| \| |
|            | Покривники                                              |
|            |                                                         |
|            | Хребетні                                                |
|            |                                                         |

|  | Покривники |
|  |            |
|  | Хребетні   |
|  |            |

|  | Напівхордові |
|  |              |
|  | Голкошкірі   |
|  |              |

|            | Головохордові                                           |
|            |                                                         |
| Olfactores | \| \| Покривники \| \| \| \| \| \| Хребетні \| \| \| \| |
|            | \| \| Покривники \| \| \| \| \| \| Хребетні \| \| \| \| |
|            | Покривники                                              |
|            |                                                         |
|            | Хребетні                                                |
|            |                                                         |

|  | Покривники |
|  |            |
|  | Хребетні   |
|  |            |

|  | Напівхордові |
|  |              |
|  | Голкошкірі   |
|  |              |

|            | Головохордові                                           |
|            |                                                         |
| Olfactores | \| \| Покривники \| \| \| \| \| \| Хребетні \| \| \| \| |
|            | \| \| Покривники \| \| \| \| \| \| Хребетні \| \| \| \| |
|            | Покривники                                              |
|            |                                                         |
|            | Хребетні                                                |
|            |                                                         |

|  | Покривники |
|  |            |
|  | Хребетні   |
|  |            |

|  | Напівхордові |
|  |              |
|  | Голкошкірі   |
|  |              |

|            | Головохордові                                           |
|            |                                                         |
| Olfactores | \| \| Покривники \| \| \| \| \| \| Хребетні \| \| \| \| |
|            | \| \| Покривники \| \| \| \| \| \| Хребетні \| \| \| \| |
|            | Покривники                                              |
|            |                                                         |
|            | Хребетні                                                |
|            |                                                         |

|  | Покривники |
|  |            |
|  | Хребетні   |
|  |            |

Питання походження хордових остаточно не вирішене. Існує декілька теорій походження від різних груп організмів:
1. Французький натураліст Жоффруа Сент-Ілер висунув першу теорію походження хордових — від кільчастих червів, бо їхня будова нагадує перевернуту будову перших примітивних хордових.
2. Від класу кишководишних (Enteropneusta), тип напівхордові (Hemichordata), сучасна фауна яких налічує приблизно 90 видів. Типовий представник баланоглос (Balanoglossus).
3. Від голкошкірих (Echinodermata).
4. Від немертин (Nemertina).
5. Від молюсків (Mollusca).
6. Від неотеничних личинок асцидій. Найпослідовнішу гіпотезу запропонував Олександр Ковалевський.

Головною наміткою до встановлення істинного еволюційного коріння хордових є перевернутість дорсально-вентральної симетрії та вторинноротість. Аналогічна симетрія присутня в інших вторинноротих, що ріднить хордових, погонофор, кишководишних, перистозяберних (Pterobranchia) і голкошкірих через якогось ймовірного спільного предка. У них гомологічні органи з перших трьох пар целомів, кровоносна та нервова системи. Гени, що відповідають за взаємне розташування органів, ймовірно мутували на певній стадії еволюції вторинноротих, що призвело до «перевернутості» хордових.

### Палеонтологія
Групи первинноротих та вторинноротих (до яких належать хордові) тварин розділилися в своєму еволюційному розвитку близько 558 млн років тому. Вимерлі тварини роду ернієтта (Ernietta), що існували між 549−543 млн років тому в едіакарії, представляють найдавніших вторинноротих.
Першопредки хордових з'являються в кембрійському періоді: юннаньозун (Yunnanozoon lividum) 540 млн років тому, хайкоуіхтіс (Haikouichthys ercaicunensis) та міллокуньмінья (Myllokunmingia) з шеньянської фауни (Китай) 520 млн років тому, пікайя (Pikaia gracilens) 505 млн років тому. Щодо систематичного положення юннаньозуня існують різні думки — його відносять до напівхордових або хордових. Хайкоуіхтіса та міллокуньмінью відносять до риб. Іншу викопну тварину з кембрію Китаю, хайкоуелли (Haikouella) відносять до хордових, ймовірно, хребетних. Вона мала серце, артерії, зяброві щілини, хвіст, потовщення нервового стовбуру в передній частині тіла, а також очі, хоча, можливо, це були короткі щупальця навколо роту. Кембрійського Rhabdotubus johanssoni вважають представником перистозябрових напівхордових.
Голкошкірі з'являються в палеонтологічному літописі в кембрії, близько 521 млн років тому.
Наприкінці ордовицького періоду з'являються перші представники безщелепних — щиткові (Ostracodermes) або остракодерми, представлені двома вимерлими класами: парноніздрьові (Pteraspidomorphi) та непарноніздрьові (Cephalospidomorphi). Парноніздрьові були представлені двома групами: телодонти (Thelodontia) та різнощиткові (Heterostraci), від останніх з'явились перші щелепні. Непарноніздрьові поділялись на дві групи: кістковощиткові (Osteostraci) — девонський цефаласпис (Cephalaspis), безщиткові (Anaspida) — силурійські біркенія (Birkenia) і фарінголепіс (Pharyngolepis). Від безщиткових з'явились перші круглороті.